# Heiner Legewie
Heiner Legewie (* 9. April 1937 in Dorsten) ist ein deutscher Psychologe, Arzt, Hochschullehrer sowie freier Künstler, Kurator und Autor.

## Leben
Nach dem Besuch der Grundschule und des Humanistischen Gymnasiums in Dorsten begann Legewie 1957 ein Studium der Medizin und Psychologie an der Universität Tübingen. 1960 wechselte er an die Universität Hamburg, an der er 1961 ein Diplom in Psychologie erwarb und 1965 das Medizinstudium mit Staatsexamen und Promotion zum Dr. med. abschloss.
Legewie wurde 1965 wissenschaftlicher Mitarbeiter am Institut für Psychologie der Universität Düsseldorf. 1967 wechselte er an das Max-Planck-Institut für Psychiatrie in München und wurde als Arzt approbiert. 1968 wurde er an der Universität Düsseldorf mit der Arbeit Persönlichkeitstheorie und Psychopharmaka: kritische Untersuchungen zu Eysencks Drogenpostulat zum Dr. phil. promoviert, 1975 erfolgte die Habilitation und Verleihung der Lehrbefugnis für das Fach Psychologie durch die Ludwig-Maximilians-Universität München.
1977 folgte Legewie einem Ruf auf die Professur für Klinische Psychologie und Gesundheitspsychologie an der Technischen Universität Berlin, die er bis zu seiner Emeritierung 2002 innehatte. 2004 war Legewie Visiting Professor der Università degli Studi di Palermo sowie von 2005 bis 2006 Dozent im interdisziplinären Masterstudiengang Community Management der Università Federico II – Fondazione Mediterraneo a Napoli.
Legewie arbeitet seit seiner Emeritierung 2002 als freier Autor, Kurator (Berlin und Athen) und Künstler. Seit 2017 ist er Mitglied der Ateliergemeinschaft WorkStadt Berlin.

## Forschungsschwerpunkte
Heiner Legewie beschäftigt sich mit Gemeindepsychologie, mit der Gesundheitsförderung in Organisationen, Stadt, Umwelt und Technikentwicklung. Außerdem arbeitet er zu Methoden der qualitativen Sozialforschung sowie zu computerunterstützten Methoden des qualitativen Wissensmanagements.

## Publikationen (Auswahl)
- mit Hans-Joachim Bochnik: Multifaktorielle klinische Forschung: Statistische Methoden mit einer Faktorenanalyse bei progressiver Paralyse. Forum der Psychiatrie Nr. 8. Stuttgart 1964: Enke.
- Persönlichkeitstheorie und Psychopharmaka: Kritische Untersuchung zu Eysencks Drogenpostulat. Meisenheim a. Glan 1968: Hain.
- mit Wolfram Ehlers: Knaurs moderne Psychologie. München, Zürich 1972 1. Auflage (bis 7. Auflage 1992): Droemer-Knaur. ISBN 3-426-04547-8.
- Alltag und seelische Gesundheit: Gespräche mit Menschen aus dem Berliner Stephanviertel. Bonn 1987: Psychiatrie-Verlag. ISBN 3-88414-088-4.
- mit Wolfram Ehlers: Knaurs moderne Psychologie. Überarbeitete Taschenbuchausgabe. München 1994 (2. Auflage 1995): Droemer Knaur. ISBN 3-426-84036-7.
- mit Birgit Böhm und Michael Janßen: Zusammenarbeit professionell gestalten: Projektleitfaden für Gesundheitsförderung, Sozialarbeit und Umweltschutz. Freiburg im Breisgau 1999: Lambertus. ISBN 3-7841-1168-8.
- mit Wolfram Ehlers: Handbuch moderne Psychologie. Augsburg 1999: Bechtermünz-Verlag. ISBN 3-8289-1826-3.
- mit Alf Trojan: Nachhaltige Gesundheit und Entwicklung: Leitbilder, Politik und Praxis der Gestaltung gesundheitsförderlicher Umwelt- und Lebensbedingungen. Frankfurt/Main 2001: VAS. ISBN 3-88864-299-X.
- mit Georg Eichinger: Artists in Athens - City of Crisis. Berlin 2017: Universitätsverlag der TU Berlin. ISBN 978-3-7983-2906-5 (print) ISBN 978-3-7983-2907-2 (online)
- mit Alf Trojan: Nachbarschaft, Quartiers-, Stadt- und Regionalentwicklung. In: Asita Behzadi et al (Hrsg.): Handbuch Gemeindepsychologie Community Psychologiy in Deutschland. dgvt Verlag Tübingen 2023. ISBN jan:
- mit Gerd Haag und Alf Trojan: Keine besonderen Vorkommnisse – Haiku. Verlag HAAG + HERCHEN, Hanau 2023, ISBN 978-3-89846-895-4.
- Geisteswissenschaftliche Aspekte der Interpretation von Text und Bild: Fünf Vorlesungen, ATLAS.ti Academy Press Berlin 2024, ISBN 978-3-9826134-0-6,  DOI:10.5281/zenodo.13872559
- Humanistic Aspects of Text and Image Interpretation. Five Lectures. ATLAS.ti Academy Press Berlin 2024, ISBN 978-3-9826134-2-0, DOI:10.5281/zenodo.13872996